# Trochomeria macrocarpa
Trochomeria macrocarpa är en gurkväxtart. Trochomeria macrocarpa ingår i släktet Trochomeria och familjen gurkväxter.

## Underarter
Arten delas in i följande underarter:
- T. m. macrocarpa
- T. m. vitifolia